# 玉皇冢遗址
玉皇冢遗址，也称玉皇寺，位于中国山东省济南市济阳区回河镇店子村西南，为占地面积4928平方米新石器时代遗址。遗址目前未经发掘，但采集有一批陶器、骨器和石器等文物，包括红陶钵残片、红陶陶器锥形足、凿形足、柱形足、石刀、石镰残片、骨矛、骨箭头和蚌镰等，经分析具有大汶口文化的特点
。 